# Ursula Oppens
Ursula Oppens (New York, 2 février 1944) est une pianiste et pédagogue américaine.

## Biographie
Oppens est diplômée pour ses études secondaires de la Brearley School (1961), d'un Baccalauréat ès Arts (cum laude) du Radcliffe College (1965) et d'un diplômé M. S. de la Juilliard School (1967). Elle commence tôt l'étude du piano avec sa mère, Edith Oppens, une pédagogue du piano – qui avait brièvement étudié avec Anton Webern – puis avec le pianiste américain Leonard Shure, un élève d'Artur Schnabel. À la Juilliard School, elle entre dans la classe de Rosina Lhévinne et pour la musique de chambre travaille avec Felix Galimir. En 1969, Oppens remporte la médaille d'or au concours international de piano Ferruccio Busoni et le concours du Young Concert Artists, en plus d'un prix Avery Fisher Career Grant en 1976. 
Elle est l'un des membres fondateurs de 1971 à 1982, de la Speculum Musicae, l'un des premiers ensembles de chambre dédiés à la musique contemporaine. À partir de 1994, jusqu'en 2008, Oppens enseigne à l'université d'été de la faculté du Tanglewood Music Center. Elle occupe le poste de professeur distingué de la musique à l'Université Northwestern de 1994 à 2008 et en 2008 est nommé à un nouveau poste éminent de professeur de musique au Conservatoire de musique du Brooklyn College et de la CUNY Graduate Center de New York. Oppens est membre de l'Académie américaine des arts et des sciences.

## Prix et honneurs
- Bourse nationale du mérite, 1961
- Bourse Josef Lhévinne, 1966
- Diplôme d'honneur dell'Accademia Chigiana, 1969
- Médaille d'or du Concours international de piano F. Busoni, 1969
- Martha Baird Bourse Rockefeller 1970
- Avery Fisher Career Grant, 1976
- Record World Award, 1979
- Nomination aux Grammy Awards 1980, pour The People United Will Never Be Defeated! de Frederic Rzewski
- Phi Beta Kappa (honoraire), 1990
- Nomination aux Grammy awards 1990, pour l'album American Piano Music of Our Time
- Prix Paul Fromm de l'Université de Chicago, 1998
- Convention Artist, MTNA 2000
- Lettre de distinction, American Music Center, 2002
- Alumna Recognition Award, Radcliffe Institute of Advanced Study 2005
- Nomination aux Grammy awards 2009, pour Oppens Joue Carter
- Nomination aux Grammy awards, 2011 pour Winging It: La musique de piano de John Corigliano

## Œuvre
Ursula Oppens est réputée pour son dévouement et sa défense de la musique des compositeurs américains nés principalement dans les premières décennies du XXe siècle. Elle a commandé de nombreuses œuvres à des compositeurs qui ont écrit pour elle, tels que : Carla Bley, William Bolcom, Anthony Braxton, Elliott Carter, John Corigliano, Anthony Davis, John Harbison, Julius Hemphill, M. William Karlins, Bun-Ching Lam, Tania León, Peter Lieberson, Patricia Morehead, Conlon Nancarrow, Tobias Picker, Frederic Rzewski, Allen Shawn, Alvin Singleton, Richard Teitelbaum, Francis Thorne, Jeanne de la Tour, Li V Vierk, Amy Williams, Christian Wolff, Amnon Wolman et Charles Wuorinen. Ces compositeurs ont souvent crédité Oppens, une célèbre pianiste dans le répertoire traditionnel, d'une influence pianistique inestimable dans la création de leur musique. Les commandes d'Oppens dans le domaine contemporain, se sont étendus aux œuvres des maîtres européens tels Luciano Berio, Gyorgy Ligeti et Witold Lutoslawski, dont le Concerto pour piano a été donné en première par Oppens, avec l'Orchestre symphonique de Chicago, sous la direction d'Erich Leinsdorf en 1994 [Leinsdorf est mort en 1993 ].

## Enregistrements
La discographie d'Ursula Oppens comprend un enregistrement sur le label Vanguard de The People United Will Never Be Defeated! de Frederic Rzewski et une version sur l'album American Piano Music of Our Time de la Night Fantasies d'Elliott Carter. Parmi l'ensemble de ses enregistrements, quatre ont reçu des nominations aux Grammy Awards. Cet ensemble forme une enquête sur la musique pour piano de l'Amérique contemporaine. Elle a enregistré notamment l'intégrale de la musique pour piano d'Elliott Carter et de John Corigliano et entre autres des compositions de John Adams, Julius Hemphill, Conlon Nancarrow et Tobias Picker. Oppens a également gravé l'ensemble des sonates et de pièces diverses pour piano de Beethoven, pour le label Music & Arts. 
Oppens a enregistré pour les labels suivants : Cedille, Wergo, Music & Arts, Vanguard Classics, Mode, Montaigne, CRI, Nuevo Era, Naxos, Angel, Arte Nova, Nonesuch, Albany Records, Mark Masters, Summit, Boosey & Hawkes, New World, DeNote, Watt Works et Bridge.

## Discographie complète

### Soliste
| titre                                              | œuvres | label                       |
| -------------------------------------------------- | --- | --------------------------- |
| Oppens Plays Carter: Elliott Carter at 100         | | Cedille CD 90000 108*       |
| "Winging It": Piano Music of John Corigliano       | | Cedille CD 90000 123*       |
| Keys to the City: Works for Piano by Tobias Picker | | Wergo CD 66952              |
| Carnegie Hall Millennium Piano Book                | Œuvres d'Elliott Carter, Frederic Rzewski, John Harbison, Chen Yi, Wolfgang Rihm, Louis Andriessen, Milton Babbitt, Tan Dun, Ellen Taaffe Zwilich et C. Hannibal                                                                              | Boosey & Hawkes             |
| American Piano Music of Our Time Volume I          | Elliott Carter, Night FantasiesJohn Adams, Phrygian GatesWilliam Bolcom, The Dead Moth TangoLukas Foss, The Curriculum Vitae TangoJulius Hemphill, ParchmentDavid Jaggard, TangoConlon Nancarrow, Tango?Michael Sahl, Tango From Exiles’ Café | Music & Arts CD 862*        |
| American Piano Music of Our Time Volume II         | Anthony Davis, Middle PassageJohn Harbison, Piano Sonata No. 1Conlon Nancarrow, Two Canons for UrsulaTobias Picker, Old and Lost RiversFrederic Rzewski, Mayn YingeleCharles Wuorinen, The Blue Bamboula                                      | Music & Arts CD 862         |
| Beethoven                                          | Fantasie en sol mineur, op. 77 Sonate no 11 en si-bémol majeur, op. 22Sonate no 29 en si-bémol majeur, op. 106, "Hammerklavier" | Music & Arts CD 734         |
| Frederic Rzewski                                   | The People United Will Never Be Defeated! | Vanguard Classics OVC 8056* |

(*) Nomination aux Grammy Awards
| compositeur     | œuvre | label                         |
| --------------- | --- | ----------------------------- |
| Elliott Carter  | Retrouvailles | Quintets and Voices, Mode 128 |
| Elliott Carter  | 90+Duo pour violon et piano (Irvine Arditti)Sonate pour violoncelle et piano (Rohan de Saram)                                              | Montaigne MO 78 2091**        |
| Stephen Demski  | Tender Buttons/Pterodactyl | Music from Dartmouth 0200     |
| Peter Lieberson | Fantaisie | CRI S-350                     |
| Otto Luening    | Sonate pour piano | CRI SD334                     |
| Tobias Picker   | When Soft Voices Die | CRI SD427                     |
| Robert Schumann | Carnaval, opus 9 (Concorsopianistico internazionale "Ferruccio Busoni" Bolzano 30 Anni di Storia pianistica) (enregistrement commémoratif) | Nuevo Era 5718-DM             |
| Joan Tower      | Holding a Daisy, Or Like a…an Engine | Naxos 8.559215                |
| Christian Wolff | Hay Una Mujer Desaparecida | Music from Dartmouth 0200     |

(**) Prix 1999 du magazine Gramophone : élu meilleur enregistrement pour la musique de chambre du XXe siècle.

### Concertos
| compositeur       | œuvre                        | orchestre, chef                                              | label                                  |
| ----------------- | ---------------------------- | ------------------------------------------------------------ | -------------------------------------- |
| John Adams        | Grand Pianola Music          | Solisti New York, Feinberg, Wilson                           | Angel DS3735                           |
| Elliott Carter    | Concerto pour piano          | Cincinnati Symphony Orchestra, M. Gielen                     | Arte Nova 74321-27773                  |
| Elliott Carter    | Concerto pour piano          | Sudwestfunk Orchester, M. Gielen                             | Arte Nova 74321-27773                  |
| Joseph Schwantner | Distant Runes & Incantations | St. Louis Symphony, Slatkin                                  | Nonesuch 79143                         |
| Allen Shawn       | Concerto pour piano          | Albany Symphony, Allen Miller                                | Albany Records, Troy 441               |
| Igor Stravinsky   | Concerto pour piano et vents | University of Florida Wind Symphony                          | Mark Masters                           |
| Igor Stravinsky   | Concerto pour piano et vents | Symphonic Wind Ensemble of Northwestern University, Thompson | Summit                                 |
| Francis Thorne    | Concerto pour piano no 3     | New Orchestra of Westchester, Dunkel                         | New World                              |
| Joan Tower        | Rapids                       | UW Madison Symphony Orchestra, Becker                        | UW-Madison School of Music 193156902-9 |
| Joan Tower        | Concerto pour piano          | Louisville Symphony, Silverstein                             | DeNote Records DND 1016                |

### Musique de chambre
| Compositeur          | œuvres                                                                             | partenaires                                              | label                   |
| -------------------- | ---------------------------------------------------------------------------------- | -------------------------------------------------------- | ----------------------- |
| L. Van Beethoven     | Grande fugue, op. 134                                                              | Paul Jacobs                                              | Nonesuch 79061          |
| Carla Bley           | 3/4                                                                                | Various                                                  | Watt Works 3            |
| Johannes Brahms      | Sonates, op. 120, nos 1 & 2, Scherzo en ut mineur                                  | Barbara Westphal                                         | Bridge BCD 9021         |
| Anthony Braxton      | For Two Pianos                                                                     | Frederic Rzewski                                         | Arista Freedom          |
| Elliott Carter       | Quintets and Voices, Quintette pour piano et cordes, Quintette pour vents et piano | Arditti Quartet, Taylor, Neidich, Morelli, Purvis        | Mode 128                |
| Elliott Carter       | A Mirror On Which To Dwell                                                         | Speculum Musicae                                         | CBS M35171              |
| Company              | Epiphany                                                                           | Derek Bailey and others                                  | Incus 46-47             |
| Alvin Curran         | Era Ora, For Cornelius                                                             | Frederic Rzewski                                         | New Albion 011          |
| Peter Maxwell Davies | Sonate pour trompette et piano                                                     | Gerard Schwarz                                           | Nonesuch 0298           |
| Claude Debussy       | (Ravel) Nocturnes (Enregistrement commémoratif)                                    | Aki Takahashi                                            | Music Today WWCC7107-10 |
| Claude Debussy       | En Blanc et Noir                                                                   | Jerome Lowenthal                                         | CDR 90000 119           |
| Morton Feldman       | Spring of Chosroes                                                                 | Paul Zukovsky                                            | CP2 102                 |
| Irving Fine          | Sonate pour violon et piano                                                        | Ida Kavafian                                             | Bridge 9123             |
| John Harbison        | The Flower-Fed Buffaloes                                                           | Speculum Musicae                                         | Nonesuch 71366          |
| Variations           |                                                                                    | R. Harbison, D. Satz                                     | Northeastern NR23¬0CD   |
| Julius Hemphill      | One Atmosphere                                                                     |                                                          | Tzadik 7090             |
| David Lang           | Illumination Rounds                                                                | Rolf Schulte                                             | CRI CD 625              |
| Olivier Messiaen     | Visions de l'Amen                                                                  | Jerome Lowenthal                                         | CDR90000 119            |
| Donald Martino       | Notturno                                                                           | Speculum Musicae                                         | Nonesuch 71300          |
| W.A. Mozart          | Fantaisie en fa mineur pour orgue mécanique, K. 608 (trans. Busoni)                | Paul Jacobs                                              | Nonesuch 79061          |
| Tobias Picker        | Sextuor no 3                                                                       | Speculum Musicae                                         | CRI 427                 |
| Frederic Rzewski     | Night Crossing with Fisherman, Winnsboro Cotton Mill Blues                         | Frederic Rzewski                                         | Music & Arts CD 988     |
| Carl Ruggles         | Vox Clamans in Deserto                                                             | Speculum Musicae                                         | CBS                     |
| Artur Schnabel       | Sonate pour violon et piano                                                        | Zukovsky                                                 | CP2 102                 |
| Arnold Schönberg     | Cabaret Songs ; Songs, opus 2; Book of The Hanging Gardens                         | Phyllis Bryn-Julson                                      | Music & Arts CD650      |
| Allen Shawn          | Sextuor                                                                            | Aspen Wind Quintet                                       | Northeastern NR 2580    |
| Igor Stravinsky      | The Four Hand Petrouchka                                                           | Paul Jacobs                                              | Nonesuch 79038          |
| Igor Stravinsky      | Musique pour deux pianos et à quatre mains                                         | Paul Jacobs                                              | Nonesuch H71347         |
| Richard Wilson       | Pièce de concert pour violon et piano                                              | Rolf Schulte                                             | CRI CD 602              |
| Amnon Wolman         | Thomas and Beulah                                                                  | Cynthia Hayman, soprano, Wolman, electronics             | Innova 559              |
| Charles Wuorinen     | Speculum Speculi                                                                   | Speculum Musicae                                         | Nonesuch 71300          |
| Charles Wuorinen     | Quintette                                                                          | C. Macomber, C. Zori, S. St. Johns, F. Sherry            | Koch 37410-2H1          |
| Vyautas Bacevičius   | Septime Mot, opus 75                                                               | Gabrielius Alekna                                        | Toccata Classics 0134   |
| Stefan Wolpe         | Mélodies : The Angel, Two Songs pour baryton, Songs of the Jewish Pioneers         | Rebecca Jo Loeb, Matt Boehler                            | Bridge 9308             |
| Richard Strauss      | Andante pour cor et piano                                                          | William Barnewitz                                        | AV 86A AV 2126          |
| W.A. Mozart          | Quintette pour piano et vents, K. 452                                              | Margaret Butler, Todd Levy Ted Soluri, William Barnewitz | AV 86A                  |
| Johannes Brahms      | Wiegenlied, opus 49 no 4 (arr. Barnewitrz)                                         | William Barnewitz                                        | AV 86A                  |